# Guy des Prés
Guy des Prés  ,  mort le 18 janvier 1296, est un prélat français du XIIIe siècle.
Il est chanoine de Noyon, lorsqu'il est élu évêque de Noyon en 1272. Guy des Prés se joint à l'archevêque de Reims et aux autres suffragants de ce prélat pour demander au pape la canonisation du roi Saint Louis en 1275. Il assiste au concile provincial que cet archevêque tint à Compiègne en 1276 et au concile de Reims en 1292.
L'évêque des Prés a plusieurs démêles avec son chapitre pour la juridiction. La ville et la cathédrale ont été presque toute brûlées en 1293. Guy des Prés fait des réparations à cette église et bâtit une chapelle.